# Frederick Cronyn Betts
Pour les articles homonymes, voir Frederick Betts et Betts.
Frederick Cronyn Betts (4 juillet 1896-7 mai 1938) est un homme politique canadien de l'Ontario. 
Il est député fédéral conservateur de la circonscription ontarienne de London de 1935 à son décès en fonction en 1938.

## Biographie
Né à London en Ontario, Betts entame une carrière publique en servant comme conseiller municipal de sa ville natale de 1928 à 1929.
Il travaille pour les Forces armées canadiennes avec qui il atteint le grade de lieutenant et participe à la Première Guerre mondiale en France de 1916 à 1919.